# Anopheles hodgkini
Anopheles hodgkini este o specie de țânțari din genul Anopheles, descrisă de Reid în anul 1962. Conform Catalogue of Life specia Anopheles hodgkini nu are subspecii cunoscute.